# ای. جی. ویدر
ای. جی. ویدر (انگلیسی: A. J. Wynder؛ زاده ۱۱ سپتامبر ۱۹۶۴) یک بازیکن بسکتبال اهل ایالات متحده آمریکا است.